# Константин Јеремић
Константин Јеремић (Рудине, 1890 — 1959) био је српски земљорадник, учесник Балканских ратова и Првог светског рата и носилац два Ордена Карађорђеве звезде са мачевима.
Рођен је 21. маја 1890. године у Рудинама, општина Чајетина, у дому Миладина и Цмиљане. Прошао је све борбе у 1. чети 2. батаљона VII пешадијског пука првог позива у Балканским и Првом светском рату. Одликован је за храброст први пут 1916. године при прелазу Црне реке, други пут за храбро држање 1917. године на кајмакчаланском ратишту. Поред овог Ордена носилац је и сребрне Медаље за храброст Милош Обилић.
После рата вратио се у родне Рудине, где је умро 1959. године. 